# 巴特奈氏鱈
巴特奈氏鱈，為輻鰭魚綱鱈形目鼠尾鱈科的其中一種，分布於西北大西洋加拿大紐芬蘭到佛羅里達海峽海域，屬深海底棲性魚類，深度16-1000公尺，體長可達40公分，棲息在底層水域，以多毛類及片腳類為食，生活習性不明。